# San Calixto (Norte de Santander)
San Calixto es un municipio de Colombia, situado en el nordeste del país, en el departamento de Norte de Santander. Limita con los municipios de Teorama y El Tarra y Hacari por el norte, por el este con Tibú y Sardinata, y por el sur con Ocaña y Teorama.

## División político-administrativa
Además de su Cabecera municipal. San Calixto tiene bajo su jurisdicción los siguientes Centros poblados:
- La Quina
- Lagunitas
- Palmarito
- Vista Hermosa